# رپیبلیک (متروی پاریس)
رپیبلیک (فرانسوی: République‎؛ تلفظ فرانسوی: [ʁepyblik] ()) یکی از ایستگاه‌های خط ۳، خط ۵، خط ۸، خط ۹ و خط ۱۱ متروی پاریس است که در پلاس دو لا رپوبلیک واقع شده و در سال ۱۹۰۴ تأسیس شده‌است. در سال ۲۰۱۸ میلادی ۱۸٬۳۲۷٬۹۲۰ مسافر از این ایستگاه استفاده کرده‌اند.

## نگارخانه

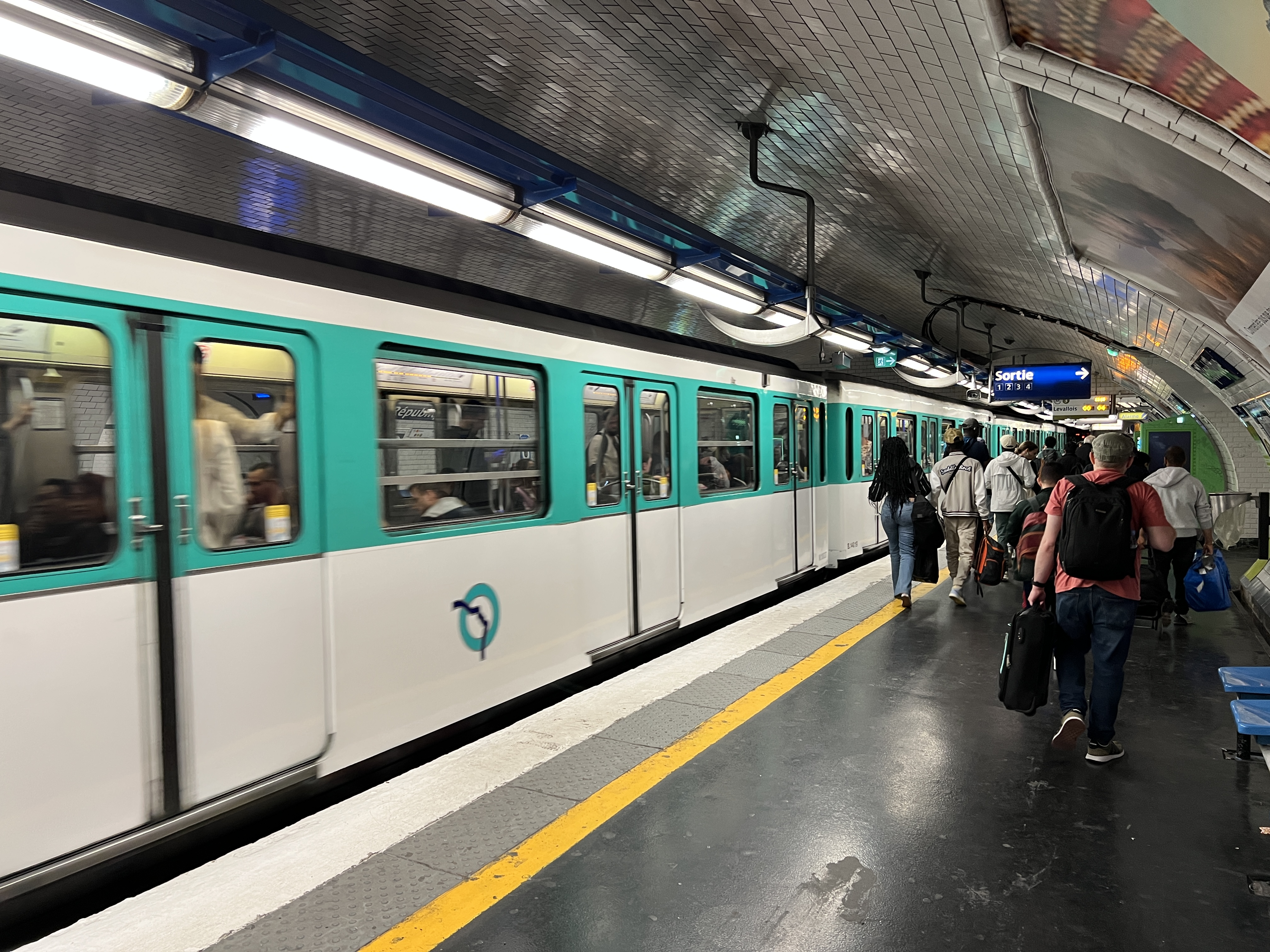
سکوخط ۳ متروی پاریس
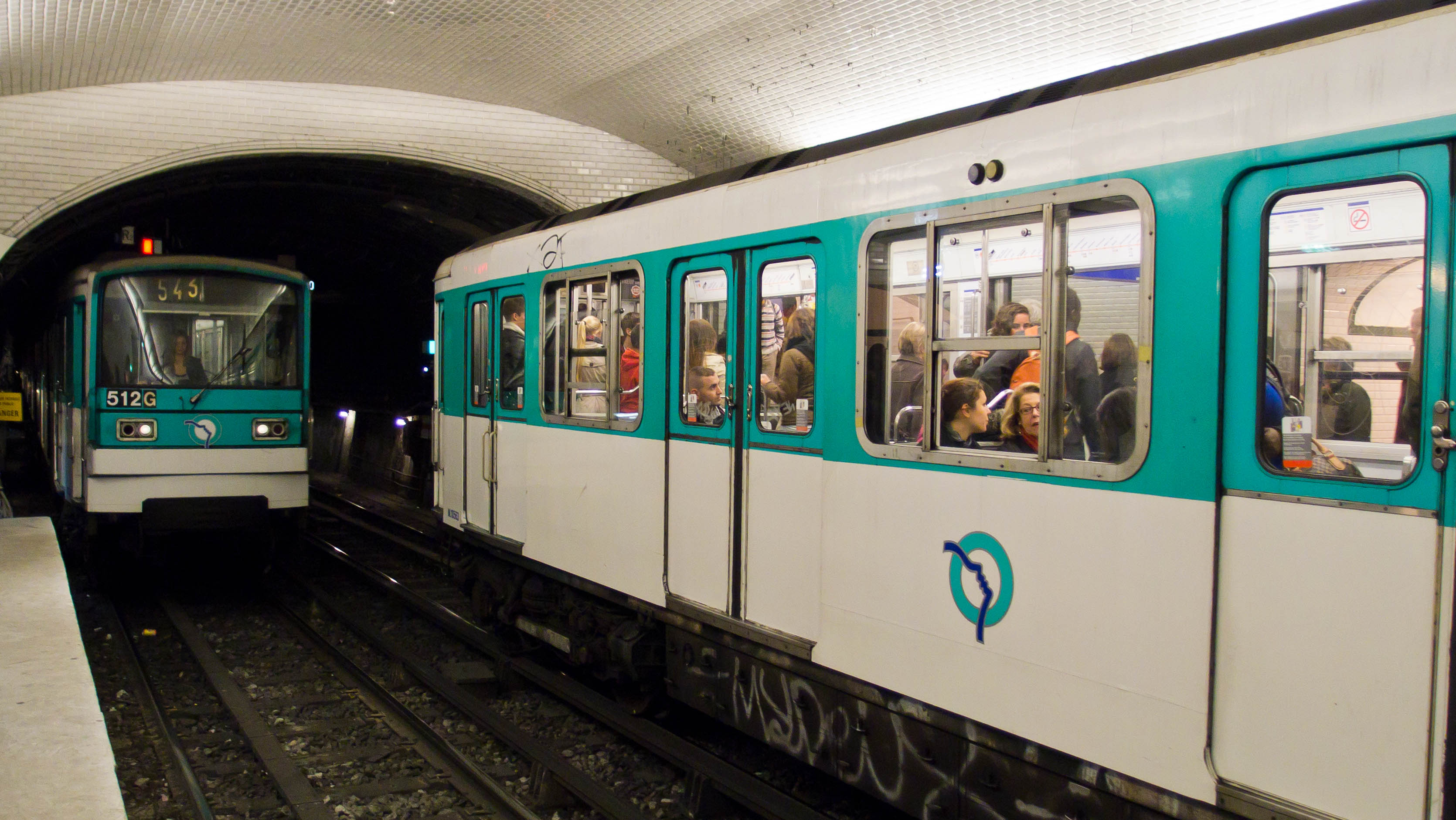
سکو خط ۵ متروی پاریس
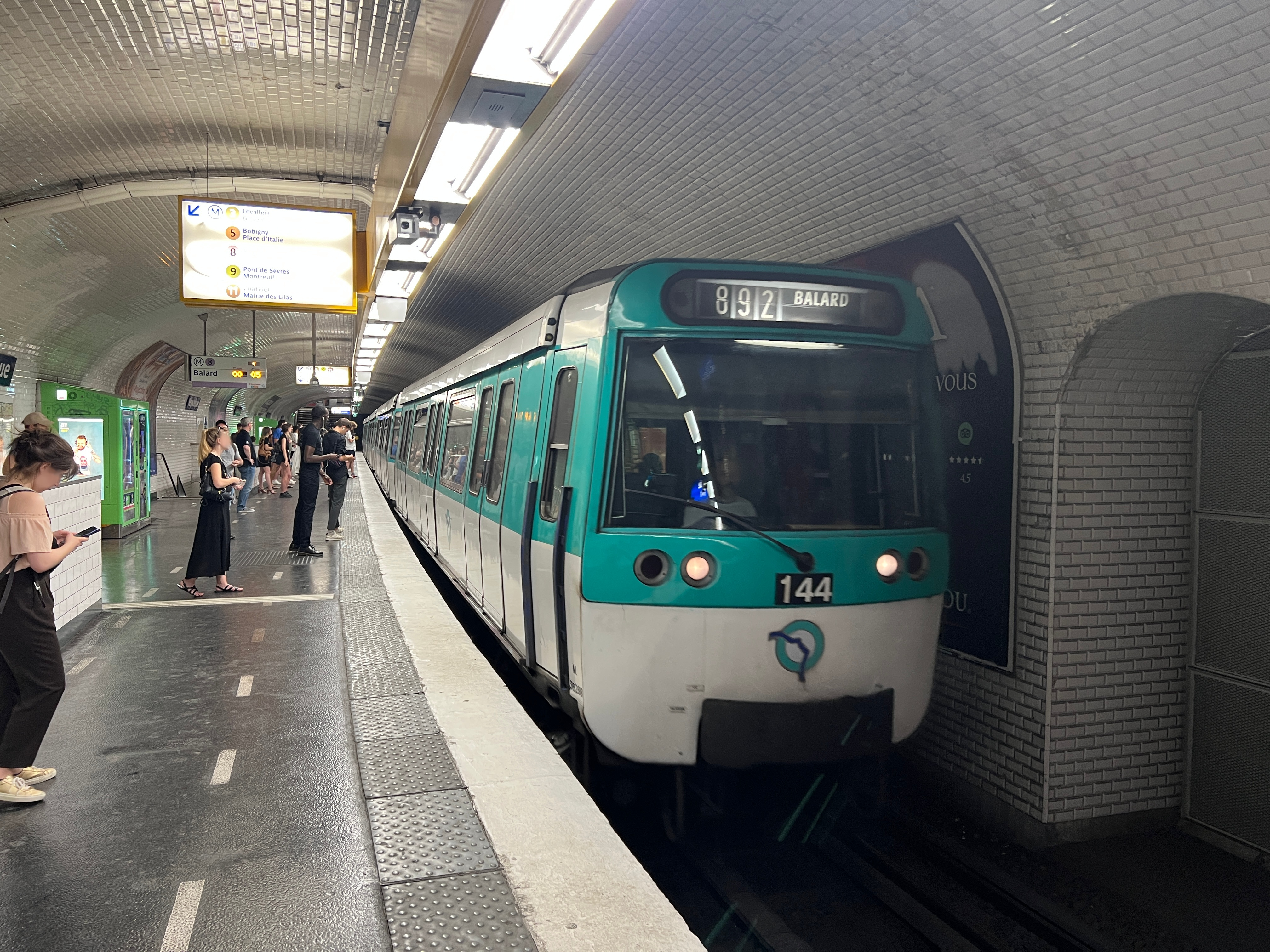
سکو خط ۸ متروی پاریس
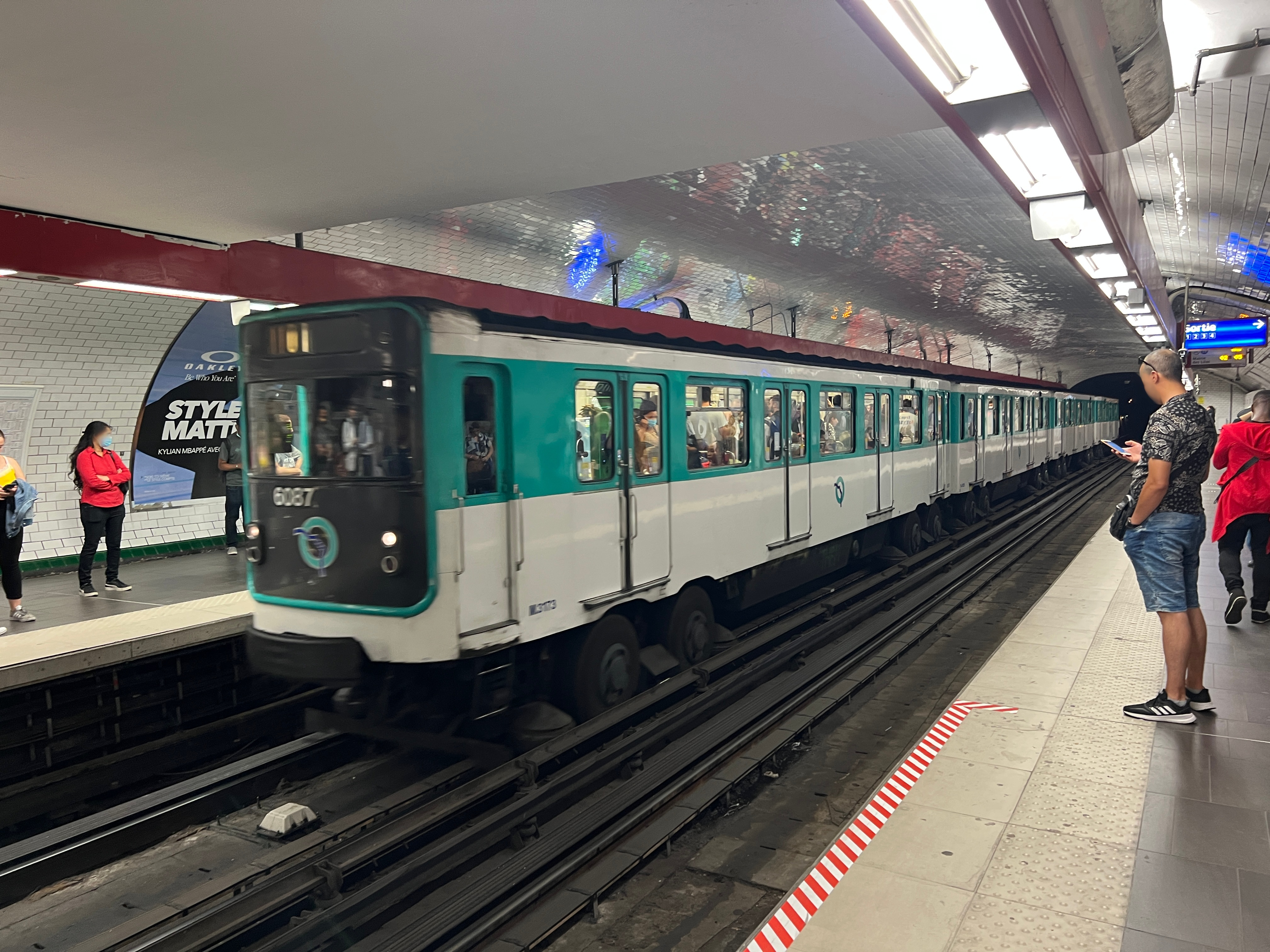
سکو خط ۱۱ متروی پاریس
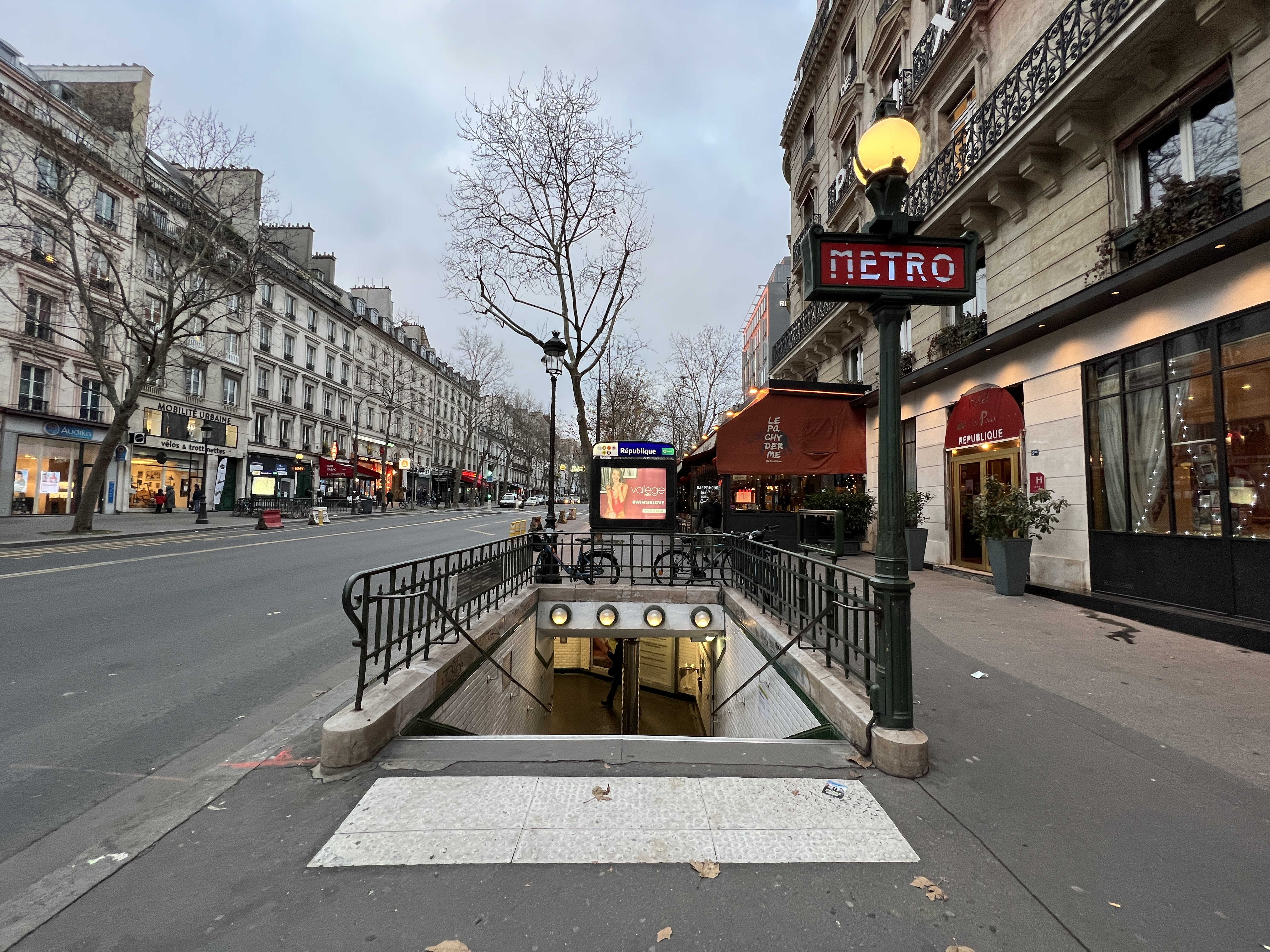
ورودی
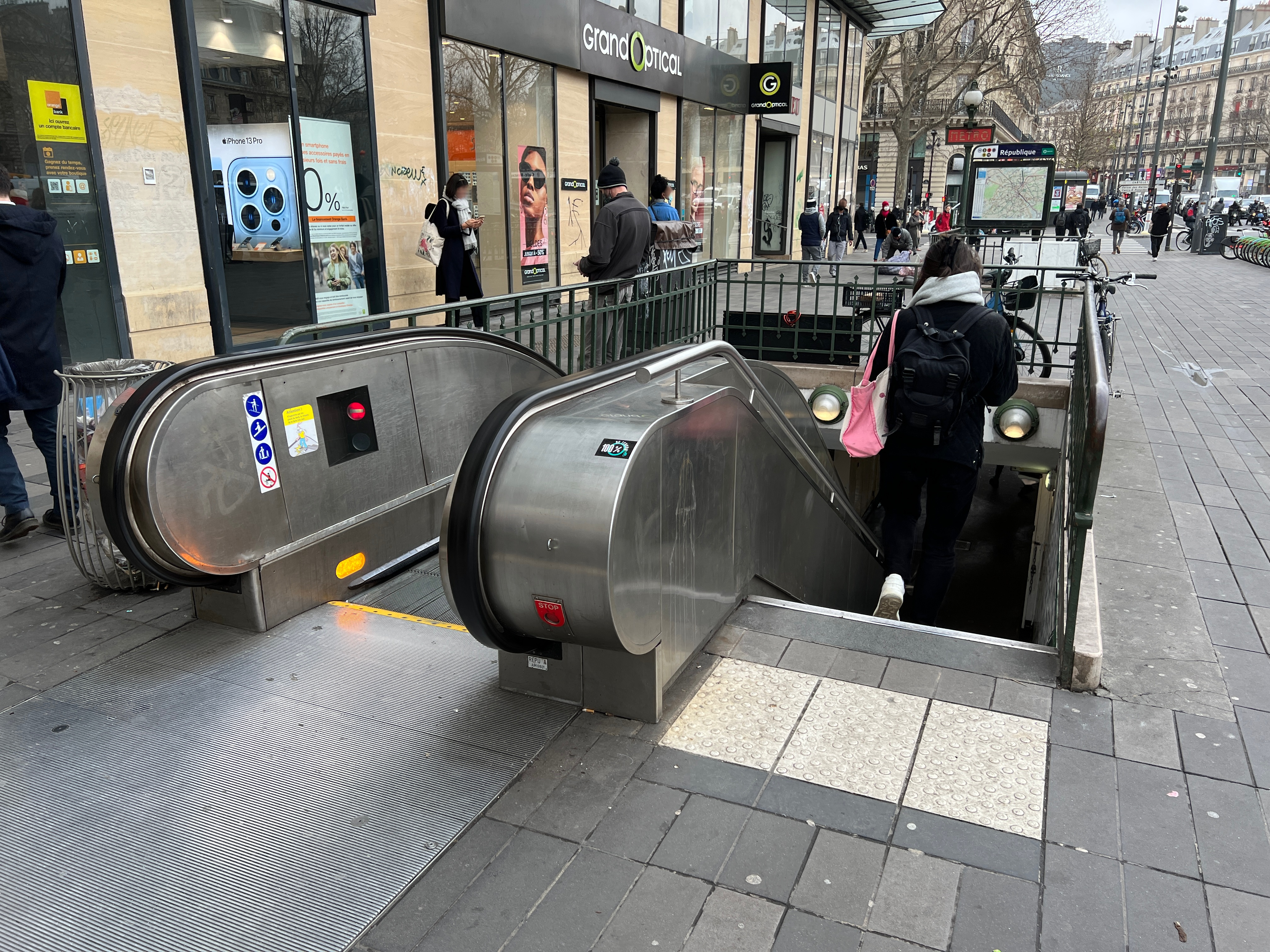
ورودی